# La Crònica
La Crònica és un diari palafrugellenc nascut a finals de l'any 1907 com a «Periódic Catalanista d'Avisos y Notícias», i que es publica fins a l'abril de 1910. Alguns dels redactors més importants d'aquesta publicació foren Josep Bofill, Enric Frigola, Josep Miquel, Ramir Medir i Josep Vergés. El director fou Joan Linares i va ser editat pel Centre Nacionalista Republicà de Palafrugell.